# Cap d'estat
El terme cap d'estat és un terme genèric per referir-se a l'individu que és el principal representant públic d'un estat. El seu paper sovint inclou la personificació de la continuïtat i legitimitat de l'estat i l'exercici de les funcions, tasques i poders polítics que li han estat atorgats per la constitució del seu país. A l'antiga Unió de Repúbliques Socialistes Soviètiques la funció de cap d’estat era exercida per un òrgan col·legiat, anomenat praesidium, el president del qual exerceix de cap d’estat.
Charles de Gaulle va descriure el paper que planejava pel president francès quan va escriure la constitució francesa moderna. Va dir que el cap d'estat hauria de personificar l'«esperit de la nació» davant la nació mateixa i el món. Avui dia, molts països esperen que llurs caps d'estat personifiquen llurs valors nacionals de manera similar.
Cada país té el seu propi sistema executiu però, essencialment, n'existeixen quatre categories:
- El sistema presidencialista (o imperial) en què el cap d'estat és alhora el cap de govern i exerceix tot el poder executiu activament.
- El sistema semipresidencialista en què el cap d'estat comparteix l'exercici del poder executiu amb un cap de govern.
- El sistema parlamentari en què el cap d'estat posseeix poders executius teòrics però, a la pràctica, l'exercici del poder executiu recau en un cap de govern.
- El sistema no-executiu, en què el cap d'estat no posseeix cap poder executiu i té només un paper simbòlic i representatiu.

## Tipus de sistemes

### En règims democràtics
En un sistema presidencialista, el cap d'Estat (el president) també és el cap de Govern, sent el cap del poder executiu del país. Ocasionalment, la prefectura de Govern la porta el Vicepresident en cas que hi hagi aquesta figura.
En un règim semipresidencialista, com a França, el cap d'Estat (el president) és elegit per sufragi universal. En canvi, el cap de govern (el primer ministre) depèn del Parlament.
En un règim parlamentari, el cap d'Estat (que no té cap poder executiu) pot ser un president elegit pel parlament o un monarca hereditari. En aquest darrer cas, normalment és un rei, però també pot ser un príncep, com en el cas de Mònaco, un emperador com al Japó o tenir un altre títol nobiliari. En canvi, el cap de Govern (anomenat usualment primer ministre, president del Govern o canceller) és elegit pel parlament del qual depèn.

### En altres casos
En un règim absolutista, com ho és, per exemple, Aràbia Saudita, el cap de l'Estat és un monarca no electe popularment, que arriba al tron per llaços sanguinis amb el seu antecessor o, poques vegades, mitjançant la seva elecció entre un reduït grup de persones que conformen allò que pròpiament s'anomena aristocràcia, com és el cas del Col·legi Cardenalici. Del cap de l'Estat emanen molt habitualment tots els altres poders de l'Estat, actuant com un autòcrata.
En un règim autocràtic, el cap de l'Estat és un dictador (que pot prendre diversos noms: president, cabdill, lord protector,...), que habitualment (no sempre) aconsegueix el poder mitjançant un cop d'Estat que enderroca un ordre previ, però que una vegada al poder passa a ostentar-lo de forma absoluta. Entre els tipus de règims autoritaris existents, hi ha casos en què es tracta de dictadures com el Sudan, en què el cap d'Estat i el cap de Govern és la Junta Militar, representada per dos caps militars que ocupen els càrrecs de president com a cap del poder executiu i de primer ministre com a cap del poder legislatiu.
En un règim teocràtic el cap d'Estat és alhora el màxim jerarca d'una religió específica, com és el cas de l'Iran on el cap d'Estat és l'Ayatollah Líder Suprem l'autoritat del qual és independent de l'autoritat del cap de Govern que és el president del poder executiu i de l'autoritat del poder legislatiu o com és el cas del Vaticà, on el papa és el cap d'Estat o com ho era antigament el cas del Tibet amb el dalai-lama.
En una república oligàrquica o aristocràtica, per exemple, la República de Venècia o l'antiga República romana, el cap de l'Estat era un magistrat (el dux, els cònsols) elegit, habitualment per un període, mitjançant un sufragi restringit a un grup tancat de persones que conformen l'aristocràcia o l'oligarquia.
En un règim censitari, la prefectura de l'Estat pot adoptar la forma de qualsevol dels règims democràtics, però és elegida per la part de la població inclosa al cens, del qual s'exclou habitualment els habitants de l'Estat de rendes més baixes, i altres característiques. Aquest tipus de règim va existir, per exemple, al Regne Unit durant els segles XVIII i bona part del XIX.

## Sistema parlamentari

### Model estàndard
Als sistemes parlamentaris, el cap d'Estat pot ser simplement el cap executiu nominal, dirigint el poder executiu de l'Estat i posseint un poder executiu limitat. En realitat, però, després d'un procés d'evolució constitucional, els poders solen exercir-se únicament sota la direcció d'un gabinet de govern, presidit per un cap de govern que respon davant del poder legislatiu. Aquesta responsabilitat i legitimitat exigeix que s'esculli algú que compti amb un suport majoritari a la legislatura (o, almenys, que no compti amb una oposició majoritària, una diferència subtil però important). També atorga a l'assemblea legislativa el dret a rebutjar el cap de govern i el seu gabinet, obligant-lo a dimitir o sol·licitar la dissolució parlamentària. Per tant, es diu que el poder executiu és responsable (o respon) davant del poder legislatiu, i que el cap de govern i el gabinet accepten alhora la responsabilitat constitucional d'oferir consell constitucional al cap de l'Estat.
A les monarquies constitucionals parlamentàries, la legitimitat del cap d'Estat no elegit sol derivar de l'aprovació tàcita del poble a través dels representants elegits. Així, a l'època de la Revolució Gloriosa, el Parlament anglès va actuar d'ofici per nomenar un nou rei i una nova reina (els monarques conjunts Maria II i William III); així mateix, l'abdicació d'Eduard VIII va requerir l'aprovació de cadascun dels sis regnes independents dels quals era monarca. A les monarquies amb una constitució escrita, el càrrec de monarca és una criatura de la constitució i podria ser abolit a través d'un procediment democràtic d'esmena constitucional, encara que sovint s'imposen importants obstacles procedimentals a aquest procediment (com a la Constitució d'Espanya) ).
A les repúbliques amb un sistema parlamentari (com l'Índia, Alemanya, Àustria, Itàlia i Israel), el cap d'Estat sol anomenar-se president' i les seves funcions principals són principalment cerimonials i simbòliques, a diferència dels presidents d'un sistema presidencial o semipresidencial.
En realitat, hi ha nombroses variants del càrrec de cap d'Estat en un sistema parlamentari. Com més antiga és la constitució, més marge constitucional tendeix a existir perquè un cap d'Estat exerceixi més poders sobre el govern, ja que moltes constitucions de sistemes parlamentaris antics atorguen de fet als caps d'Estat poders i funcions similars als sistemes presidencials o semipresidencials, en alguns casos sense fer referència als principis democràtics moderns de rendició de comptes al parlament o fins i tot als càrrecs governamentals moderns. En general, el rei tenia el poder de declarar la guerra sense el consentiment previ del parlament. Per exemple, sota la constitució de 1848 del Regne de Sardenya, i després del Regne d'Itàlia, l'Statut Albertino -l'aprovació parlamentària al govern nomenat pel rei- era habitual, però no exigit per llei. Així, Itàlia tenia un de facto sistema parlamentari, però un de jure sistema "presidencial".
Entre els exemples de caps d'Estat en sistemes parlamentaris que utilitzen poders més grans del que és habitual, ja sigui per constitucions ambigües o per emergències nacionals sense precedents, s'inclou la decisió del Rei Leopold III dels Belgues de rendir-se en nom del seu estat davant el exèrcit invasor alemany el 1940, en contra de la voluntat del seu govern. Creient que la seva responsabilitat davant de la nació en virtut del seu jurament de coronació l'obligava a actuar, va considerar que la decisió del seu govern de lluitar en lloc de rendir-se era errònia i perjudicaria Bèlgica. (La decisió de Leopoldo va resultar molt controvertida. Després de la Segona Guerra Mundial, Bèlgica va votar en referèndum per permetre-li reprendre els seus poders i deures monàrquics, però a causa de la controvèrsia en curs finalment va abdicar). La crisi constitucional belga del 1990, quan cap d'Estat es va negar a signar un projecte de llei que permetia l'avortament, es va resoldre quan el gabinet va assumir la potestat de promulgar la llei mentre ell era tractat com a "incapaç de regnar" durant vint-i-quatre hores.

### Model no executiu
Aquests funcionaris estan completament exclosos de l'executiu: no tenen ni tan sols poders executius teòrics ni cap paper, ni tan sols formal, dins del govern. Per això els governs dels seus estats no s'anomenin amb el tradicional model parlamentari de cap d'Estat estils de Govern de Sa Majestat o Govern de Sa Excel·lència. Dins aquesta categoria general, poden existir variants quant a competències i funcions.
La Constitució del Japó va ser redactada sota l'Ocupació aliada que va seguir la Segona Guerra Mundial i pretenia substituir l'anterior sistema de militarista i quasimonarquia absoluta per una forma de democràcia liberal sistema parlamentari. La Constitució confereix explícitament tot el poder executiu al Gabinet, presidit pel Primer Ministre (articles 65 i 66) i responsable davant de la Dieta (articles 67 i 69). L'emperador es defineix a la Constitució com "el símbol de l'Estat i de la unitat del poble" (article 1), i és generalment reconegut a tot el món com el cap de l'Estat japonès. Encara que l'emperador formalment nomena el primer ministre per al càrrec, l'article 6 de la constitució l'obliga a nomenar el candidat "designat per la Dieta", sense dret a declinar el nomenament. És una figura decorativa cerimonial sense poders discrecionals independents relacionats amb el govern del Japó.
Des de l'aprovació a Suècia de l'Instrument de Govern del 1974, el monarca suec ja no té moltes de les funcions de cap d'Estat del sistema parlamentari estàndard que abans li pertanyien, com passava a l'anterior Instrument de Govern del 1809. Actualment, el president del Riksdag nomena (prèvia votació al Riksdag) el primer ministre i posa fi al seu mandat després d'una moció de censura o dimissió voluntària. Els membres del gabinet són nomenats i destituïts a discreció exclusiva del primer ministre. Les lleis i ordenances són promulgades per dos membres del Gabinet a l'uníson signant "En nom del Govern" i el Govern -no el monarca- és l'alta part contractant pel que fa als tractats internacionals. Les altres funcions oficials del sobirà, per mandat constitucional o per convenció no escrita, consisteixen a inaugurar la sessió anual del Riksdag, rebre els ambaixadors estrangers i signar les cartes credencials dels ambaixadors suecs, presidir el comitè assessor d'assumptes exteriors, presidir el consell especial del Gabinet quan pren possessió un nou primer ministre i ser informat pel primer ministre sobre assumptes d'Estat.
Per contra, l'únic contacte que el president d'Irlanda té amb el Govern irlandès és mitjançant una sessió informativa formal que el taoiseach (cap del Govern) ofereix al president. Tot i això, el president no té accés a la documentació i tot l'accés als ministres passa pel Departament del Taoiseach. No obstant això, el president té poders de reserva limitats, com ara remetre un projecte de llei al Tribunal Suprem per comprovar-ne la constitucionalitat, que s'utilitzen sota la discreció del president.
El cap d'Estat republicà no executiu més extrem és el president d'Israel, que no té cap poder de reserva. Els poders menys cerimonials que ostenta el president són proporcionar un mandat per intentar formar govern, aprovar la dissolució de la Knesset realitzada per el primer ministre, i indultar criminals o commutar-los la pena.

### Model executiu
Algunes repúbliques parlamentàries (com Sud-àfrica, Botswana i Kiribati) han fusionat les funcions del cap d'Estat amb les del cap de Govern (com en un sistema presidencial), mentre que l'únic càrrec executiu, sovint anomenat president, depèn de la confiança del Parlament per governar (com en un sistema parlamentari). Tot i que també és el símbol principal de la nació, el president en aquest sistema actua principalment com un primer ministre, ja que el titular ha de ser membre de la legislatura en el moment de l'elecció, respondre a sessions de preguntes al Parlament, evitar mocions de censura, etc.

## Dones
El 1995 hi havia 12 dones caps d'estat o de govern i l'11,3% de parlamentaris de tot el món eren dones, i el 2005 la participació política de les dones arribà al 15,7%, però el nombre de caps d'estat ha baixat fins a 8.